# Eudejeania nuditibia
Eudejeania nuditibia là một loài ruồi trong họ Tachinidae.